# Ctenomys emilianus
Ctenomys emilianus е вид бозайник от семейство тукотукови (Ctenomyidae). Видът е почти застрашен от изчезване.

## Разпространение
Разпространен е в Аржентина.